# 精河补血草
精河补血草（学名：Limonium leptolobum）为白花丹科补血草属下的一个种。

## 扩展阅读
- 維基物種上的相關：精河补血草